# Spiritus asper
Der Spiritus asper (lateinisch für „rauer Hauchlaut“; altgriechisch πνεῦμα δασύ pneúma dasý beziehungsweise δασὺ πνεῦμα dasý pneúma, auch δασεῖα [προσῳδία] daseĩa [prosōdía] „raue [Vortragsweise]“; neugriechisch δασεία dasía; lateinisch auch dasia; deutsch raues Hauchzeichen) ist ein in der altgriechischen Schrift verwendetes diakritisches Zeichen, das anzeigt, dass ein Vokal aspiriert, also „mit Atem“ (mit vorangehendem „h“) ausgesprochen wird.
Typografisches Zeichen ῾ mit Buchstaben:

ἁ – ἑ – ἡ – ἱ – ὁ – ὑ – ὡ – ῥ

Ἁ – Ἑ – Ἡ – Ἱ – Ὁ – Ὑ – Ὡ – Ῥ
In der Hellenistischen Epoche ab ca. 200 v.Ch. entwickelten die Griechen eine Zeichensetzung, um das Erlernen ihrer Sprache für andere Völker zu erleichtern. Dionysios der Thraker (Διονύσιος ο Θραξ) in Alexandria beschreibt in seiner ersten griechischen Grammatik die Regeln für diese "neue" Zeichensetzung. Dazu gehören die drei Betonungszeichen (τόνοι) οξεία, βαρεία und περισπωμένη, wie auch die beiden Hauchzeichen (πνεύματα) ψιλή und δασεία. 
 Der Entwicklung der Aussprache des Griechischen Rechnung tragend wurden etwa 2200 Jahre später letztere im Rahmen der Rechtschreibreform 1982 vollständig abgeschafft, während die drei Betonungszeichen auf eines reduziert wurden (siehe Monotonische Orthographie). Die alte Schreibweise wird von einigen konservativen Zeitungen und Verlagen, der Kirche wie auch einem kleinen Teil der Bevölkerung, der vor 1982 schreiben gelernt hat, weiterhin verwendet.
Der Spiritus asper, griech. δασεία, sieht aus wie ein sehr kleines C und steht über dem anlautenden Vokal – oder über dem zweiten Vokal eines anlautenden Diphthongs – bei einem in der Aussprache mit H anlautenden Wort. Bei groß geschriebenen Vokalen steht er wie alle griechischen diakritischen Zeichen links davor statt darüber. Jedes in der Schrift mit einem Vokalbuchstaben beginnende altgriechische Wort erhält entweder den Spiritus asper oder den Spiritus lenis. Mit Ypsilon beginnende Worte tragen mit Ausnahme weniger Lautmalereien immer den Spiritus asper, bei allen anderen Vokalen kommt beides vor.
In der deutschen Transkription des Wortes, und ebenso im Lateinischen und den meisten anderen Sprachen mit Lateinschrift (außer dem Italienischen), erscheint dann ein H am Wortanfang. Homer, Hygiene, Hysterie beginnen in der griechischen Schrift alle mit dem Vokalbuchstaben, der im Altgriechischen jeweils einen Spiritus asper trägt (Ὅμηρος, ὑγιείνη, ὑστερία).
Wenn der Spiritus asper mit einem Akzent zusammen auf demselben Vokal steht, dann steht er wie der Spiritus lenis links von einem Akutus oder Gravis, aber unter einem Zirkumflex.
Als einziger griechischer Konsonant trägt das Rho, das griechische R, am Wortanfang den Spiritus asper. In der Transkription erscheint dies dann als rh. (Rhodos Ῥόδος). Über einem griechischen Doppel-Rho inmitten eines Wortes kann ein doppelter Spiritus stehen, nämlich über dem ersten Rho ein Spiritus lenis, über dem zweiten ein Spiritus asper; in der Transkription schreibt man dann rrh (Pyrrhos Πύῤῥος oder Πύρρος). Allerdings ist dies im Wesentlichen eine westliche akademische Tradition, die auch in der heutigen Altphilologie an Bedeutung verliert. Bei in Griechenland gedruckten altgriechischen Texten findet sich meist kein Spiritus über einem Rho.
Das Spiritus-Asper-Zeichen kann – anders als das Spiritus-Lenis-Zeichen (das ist dann jedoch die Koronis) – nie über Vokalen im Wortinneren erscheinen.